# Ованаванк
Ованаванк (арм. Հովհաննավանք) — средневековый армянский монастырь, расположенный в Армении, в селе Оганаван (Арагацотнская область). В области Айрарат исторической Армении.

## История
В свое время монастырь был одним из главных и значимых монастырей Армении. В нем хранился саван в который был окутан Иисус Христос, и гвоздь которым была прибита его правая рука. Помимо этого в монастыре хранилась десница Св. Стефана. Позже мощи Св.Стефана были перенесены на хранение в Эчмиадзин). Изданной в 1865 году «Гeогpaфичeско-стaтистичecкий cлoваpь Рoссийcкой Импepии» говоря о монастыре отмечал 
Здесь есть древняя церковь во имя Иоанна Богослова больших размеров и прекрасной архитектуры
Монастырь пострадал от землетрясений, и от обстрелов  Гасан-хана во время русско-персидской войны. Однако каждый раз комплекс восстанавливался

## Архитектура
В составе монастырского комплекса:
- Базилика Сурб Григор (V век) — в ней имеется один из немногих в Армении иконостасов. С севера к храму примыкают руины церкви первых христиан, относящейся к началу IV века.
- Сурб Карапет (1216—1221) — главная церковь монастыря крестово-купольного типа. Стены богато украшены барельефами и орнаментами с христианскими мотивами. Построена князем Ваче Вачутяном.
- Четырёхстолпный гавит украшен ажурной ротондой над верхним световым проёмом (1248—1550).

Южная стена храма и высокий купол на двенадцатигранном барабане были разрушены в 1919 году во время сильного землетрясения. В 1970—1990 годах проведена большая реконструкция, в ходе которой эти элементы церкви были восстановлены. Также, до сегодняшнего времени сохранились остатки крепостных стен с башнями XII—XIII веков и древние надгробия.

## Галерея
- Внутреннее убранство
- Купол
- Один из видов монастыря
- Барьельефы